# Dalbergia lacei
Dalbergia lacei är en ärtväxtart som beskrevs av Krishnamurthy Thothathri. Dalbergia lacei ingår i släktet Dalbergia, och familjen ärtväxter. Inga underarter finns listade i Catalogue of Life.